# Uma Editora Italiana na América Latina
Uma editora italiana na América latina é um livro da professora de História da América Latina da Universidade de Bolonha italiana, Eugenia Scarzanella.

## Publicações
Na Itália, o livro foi publicado em 2013 pelo título "Abril. Da Perón a Videla: un editore italiano a Buenos Aires". No Brasil, o livro foi publicado em 2016 pela Editora da Unicamp, que é tutelada pela Universidade Estadual de Campinas, com o subtítulo "O Grupo Abril: décadas de 1940 a 1970". 

## Livro
O livro relata a história da fundação da Abril na Argentina. A família Civita de origem judia foge da Itália por medo do fascismo ascendente na região européia nas décadas de 30 e 40 e se exilaram do país para a América do Sul. César Civita foi o grande mentor do processo de fundação e estabelecimento da entrada da Abril no mercado editorial argentino.
Aborda-se a tentativa de criar revistas sem modelos estrangeiros e que após a consolidação na Argentina serão publicadas em outros países, como o Brasil. Porém, a iniciativa de também criar uma revista nos moldes da americana Time, uma revista semanal que abordam os temas cotidianos dos país em várias esferas, tentado com a revista "Panorama" no mercado argentino. Também é destaque a interação Civita com o produtor cinematográfico Walt Disney. A Abril inseriu altas produções e publicações de revistas de histórias em quadrinhos de conteúdo original. Com acordo com a Walt Disney Company, passa-se a a publicar gibis da empresa americana como a publicação de "El Pato Donald" do personagem Pato Donald e livros infantis de personagens como Tico e Teco.